# Eleccions regionals de Friül-Venècia Júlia de 1973
Les eleccions per a renova el consell regional del Friül – Venècia Júlia se celebraren el 17 de juny de 1973. La participació fou del 89,7%
| ← Eleccions regionals de Friül-Venècia Júlia, 1973 → |         |        |        |
| Partits                                              | vots    | (%)    | escons |
| Democràcia Cristiana Italiana (DC)                   | 315.198 | 39,7%  | 26     |
| Partit Comunista Italià (PCI)                        | 166.108 | 20,9%  | 13     |
| Partit Socialista Italià (PSI)                       | 97.259  | 12,2%  | 8      |
| Partit Socialista Democràtic Italià (PSDI)           | 64.259  | 8,2%   | 4      |
| Moviment Social Italià-Dreta Nacional (MSI-DN)       | 59.585  | 7,5%   | 4      |
| Moviment Friül (MF)                                  | 23.648  | 3,0%   | 2      |
| Partit Liberal Italià (PLI)                          | 28.883  | 3,6%   | 2      |
| Partit Republicà Italià (PRI)                        | 21.306  | 2,7%   | 1      |
| Slovenska Skupnost - Unione Slovena (SSK-US)         | 10.185  | 1,3%   | 1      |
| Moviment Independentista Triestí (MIT)               | 4.864   | 0,6%   | -      |
| altres                                               |         | 0,3%   |        |
| Total                                                |         | 100,00 | 60     |